# Jos De Jong
Christiaan Jozef „Jos” De Jong (ur. 27 maja 1920 w Antwerpii, zm. w sierpniu 1986 w Deurne) – belgijski zapaśnik walczący w obu stylach. Olimpijczyk z Helsinek 1952, gdzie zajął czternaste miejsce w stylu klasycznym i szesnaste w stylu wolnym. Walczył w kategorii do 73 kg.

## Letnie Igrzyska Olimpijskie 1952
| Konkurencja          | Rundy eliminacyjne           | Rundy eliminacyjne      | Klas. końcowa |
| Konkurencja          | Przeciwnik I                 | Przeciwnik II           | Miejsce       |
| -------------------- | ---------------------------- | ----------------------- | ------------- |
| 73 kg styl klasyczny | Muhammad Ahmad Usman (EGY) P | Anton Mackowiak (FRG) P | 14.           |

| Konkurencja      | Rundy eliminacyjne    | Rundy eliminacyjne      | Klas. końcowa |
| Konkurencja      | Przeciwnik I          | Przeciwnik II           | Miejsce       |
| ---------------- | --------------------- | ----------------------- | ------------- |
| 73 kg styl wolny | Muhammad Musa (EGY) P | Vladislav Sekal (TCH) P | 16.           |